# Gmina Lišane Ostrovičke
Gmina Lišane Ostrovičke (chorw. Općina Lišane Ostrovičke) – gmina w Chorwacji, w żupanii zadarskiej. W 2011 roku liczyła  698 mieszkańców.